# ادوار پایرون
ادوار پایورون (به فرانسوی: Édouard Pailleron) نمایش‌نامه نویس، شاعر و روزنامه‌نگار قرن نوزدهم میلادی اهل فرانسه است.